# Estación La Paloma
La Paloma, también conocida como Estación Puerto Montt - La Paloma, Estación Central de Puerto Montt o Estación Intermodal de Puerto Montt, es una estación de ferrocarril de Chile que se encuentra en la ciudad de Puerto Montt, Región de Los Lagos. Es la estación terminal de la Red Sur de la Empresa de los Ferrocarriles del Estado.
Luego del cierre Regional Victoria-Puerto Montt en 2007, el presidente Gabriel Boric anunció la reapertura de esta estación como parte del Tren Llanquihue-Puerto Montt. Reabrió sus puertas el 22 de abril de 2025.

## Historia

### Primeros proyectos (1960-1995)
Luego de la demolición de la antigua estación de Puerto Montt en 1960, producto de los daños provocados por el terremoto de Valdivia, se elaboró un anteproyecto que buscaba trasladar la estación al sector La Paloma, en lo alto de la ciudad. La línea férrea, desde este punto, daba una vuelta por el sector de Pelluco para luego descender hasta la costanera, por lo que el traslado ahorraría 11,5 km de vías y aproximadamente 30 minutos de tiempo. Sin embargo, el proyecto de traslado finalmente no se concretó porque se optó por reconstruir la estación en su sitio original.
En 1987, en los últimos años de la dictadura militar, la Empresa de los Ferrocarriles del Estado (EFE) anunció el plan de trasladar la estación de Puerto Montt hacia La Paloma —a un lado del aeródromo del mismo nombre y de importantes arterias viales— con el fin de generar ingresos mediante la venta de las seis hectáreas de terreno en la costanera de la ciudad donde operaba el recinto. La medida contó con el apoyo del alcalde Federico Oelckers Sepúlveda, ya que permitiría el desarrollo inmobiliario en el céntrico sector, pero también generó opiniones divididas en la comuna.
No obstante el anuncio, durante los años siguientes se entrampó la idea de traslado, a pesar del apoyo a la medida de diversas autoridades. A fines de 1989 se conoció la licitación de los terrenos por parte de Ferrocarriles del Estado, y el plan de instalar una estación provisoria 400 m antes de la actual estación, frente al Club de Yates; luego se barajó este lugar como nueva estación terminal.
El retorno a la democracia y la llegada de Patricio Aylwin al poder en 1990 trajo consigo nuevas autoridades, pero también un deterioro irreversible del servicio de ferrocarriles al sur. En el mes de julio el nuevo gobierno confirmó el traslado definitivo de la estación a La Paloma, pero el 22 de agosto llegó la noticia mayor: EFE anunció, por primera vez, la suspensión del servicio de pasajeros desde Temuco hasta Puerto Montt. Esto, debido a la necesidad de superar la deuda de 94 millones de dólares que arrastraba la empresa estatal y los 900 millones de pesos que perdía año a año. El tren solo regresaría durante los próximos veranos.
La incertidumbre acerca del futuro del tren al sur hizo que el proyecto de trasladar la estación a La Paloma fuera congelado. En agosto de 1992, el intendente regional, Rabindranath Quinteros, volvió a anunciar que la estación sería trasladada a La Paloma, pero no habría nuevas novedades durante los siguientes dos años.
En noviembre de 1994, la empresa estatal anunció que el tren llegaría ese verano solo hasta Puerto Varas, por lo que en marzo de 1995 fue la última vez que llegó un tren de pasajeros al centro de Puerto Montt.

### Construcción definitiva (1995-2005)
En 1995, EFE reiteró su plan de levantar una estación en La Paloma. En junio, se anunció la futura licitación de la obra, la cual se construiría en dos etapas. la línea férrea y la estación. La primera etapa, consistente en cuatro líneas, tornamesa y andenes, se ejecutó entre marzo y septiembre de 1996,[cita requerida] y en diciembre de ese año se publicó el decreto que autorizó el traslado de la estación. Pero la segunda fase —el edificio de la estación— se postergaría sin aviso; las razones de la inconclusa obra se explicarían recién en diciembre de 1997: a partir de ese verano el servicio de pasajeros ya no llegaría a Puerto Varas, sino que solo hasta Temuco.
En octubre de 1999, la inconclusa nueva estación en La Paloma empezó a operar como terminal de carga de la empresa Ferrocarril del Pacífico.
Luego de intensas campañas para el regreso del tren, en diciembre de 2003 el presidente Ricardo Lagos anunció que el tren al sur iba a volver antes del término de su mandato, en 2006.
Entre 2003 y 2005, se produjo una discusión con la comunidad, por el lugar definitivo en donde construir la nueva estación central de Puerto Montt, con dos posibilidades: La Paloma —sector alto—, o frente al centro comercial en la costanera de la ciudad. Finalmente, en febrero de 2005, EFE confirmó que la nueva estación de ferrocarriles del servicio Victoria-Puerto Montt estaría ubicada en La Paloma, y que el tren regresaría a la ciudad antes de fin de año; asimismo, anunció la rehabilitación de 389 km de vía entre Temuco y la ciudad puerto.
El servicio de carga se suspendió en 2004.[cita requerida] En 2005, Las máquinas y los equipos de rehabilitación de vía de la empresa Obrascón, Huarte y Lain (OHL), comenzaron a rehabilitar la vía hacia La Paloma.[cita requerida]

### Regional Victoria-Puerto Montt (2005-2007)
La nueva estación —junto con el servicio de pasajeros— fue inaugurada por el propio presidente Ricardo Lagos el 6 de diciembre de 2005 —cinco días antes de las elección presidencial de ese año—. El servicio incluía dos salidas diarias por sentido desde Temuco y Puerto Montt. Más de dos mil personas participaron en el regreso del tren de pasajeros a la ciudad.
Durante el verano de 2006 se procedió a terminar los últimos detalles. El 28 de diciembre de 2005 se aumentaron las frecuencias y se agregó un servicio sabatino a Osorno. Sin embargo, el 4 de enero de 2006 ocurrió la primera suspensión del ferrocarril, debido a que los amortiguadores de cada convoy —trenes modelo TL 596 dados de baja por la empresa española Renfe— fallaron producto de la sobreventa de pasajes: viajaban más de 200 personas en máquinas con capacidad solo para 136. El 6 de enero se retomó´el servicio y se inició la venta numerada de asientos.
El 27 de marzo de 2006, se incorporaron al servicio regional las estaciones de Victoria y Lautaro. Diez meses después de inaugurado, el servicio entre Victoria y la capital de la Región de Los Lagos movía diariamente, en promedio, a tan solo 394 pasajeros.
Dado los malos resultados del servicio y la crítica situación financiera de EFE, la suspensión definitiva del servicio Temuco-Puerto Montt llegó en marzo de 2007.

### Intentos de reactivación (2016-2019)
En septiembre de 2016, se conoció que las instalaciones de la exestación fueron arrendadas por EFE a un empresario puertomontino para la instalación de una tienda de motos.
En 2018, se presentó el proyecto de construcción de un servicio entre esta estación y estación Alerce. No obstante, el proyecto fue descartado debido a la baja competitividad con los servicios de transporte ya presentes.
En 2019, la Municipalidad de Puerto Montt presentó un proyecto de tren corto que conecte a Alerce con La Paloma.

### Tren Llanquihue-Puerto Montt (2023-)
En su segunda cuenta pública, el presidente Boric señaló, dentro del Trenes de Cercanía 30/30, que buscaba poner en marcha en el corto plazo un servicio que conectara Llanquihue con la estación La Paloma.
El 14 de febrero, se desarrolló un punto de prensa en la estación, donde se dio el inicio de los trabajos de reparaciones de esta estación. El 17 de abril de ese mismo año, la estación La Paloma había sido restaurada en un 37%.
El proyecto consideraba entrar en operaciones para marzo de 2025. Sin embargo, como consecuencia de  observaciones realizadas por Contraloría, se anunció que esta estación será inaugurada en abril de 2025, una vez subsanadas las deficiencias detectadas.
Finalmente, reabrió sus puertas el 22 de abril de 2025.

## Servicios

### Intermodalidad
Con la apertura del servicio Tren Llanquihue-Puerto Montt, se añadió un paradero del sistema Sistema de Transporte Público de Puerto Montt que cuenta con detenciones de los recorridos UN04 y UN07.

## Galería

Estación, año 2008
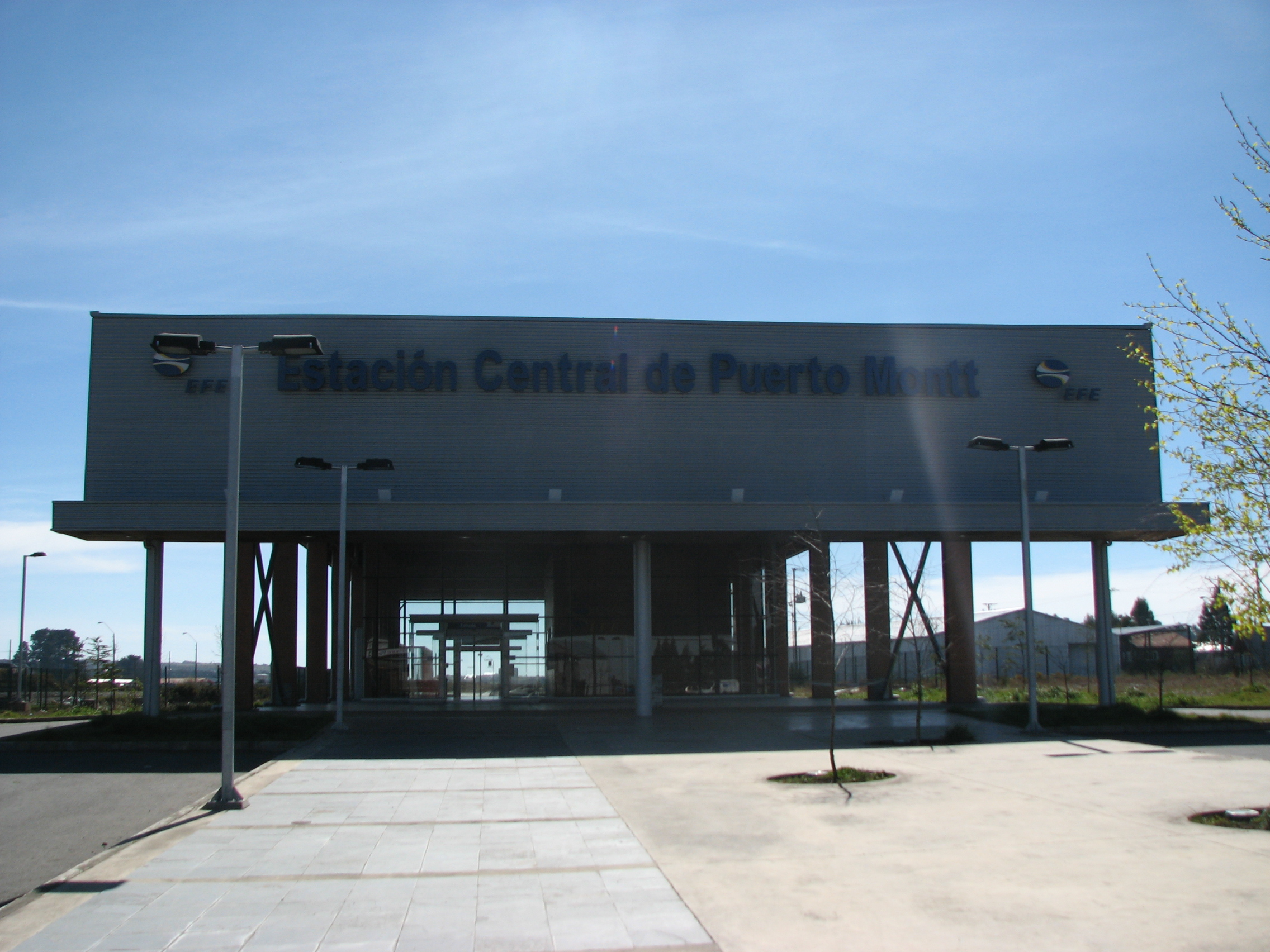
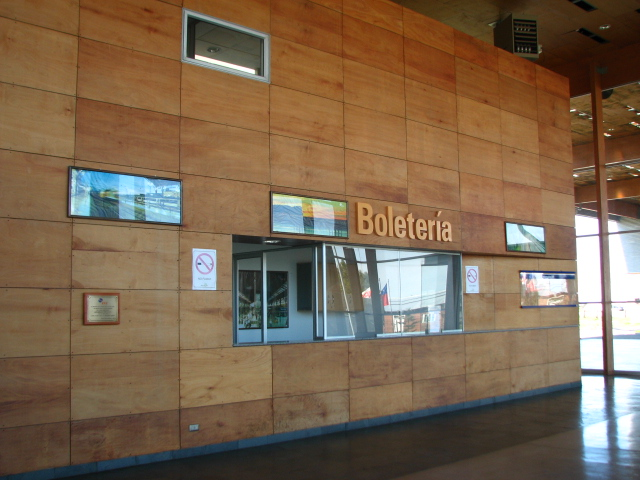
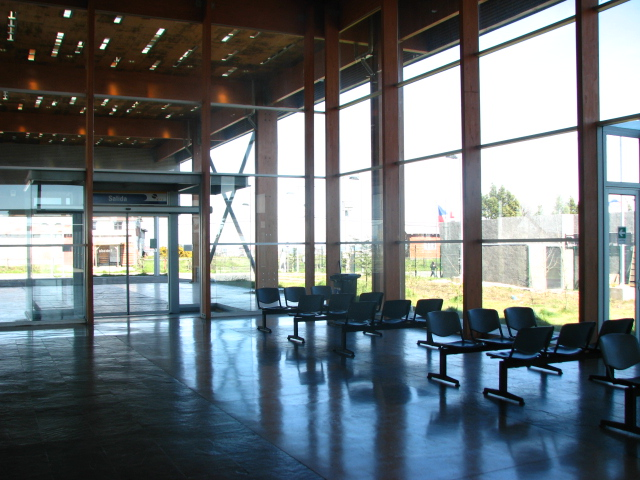
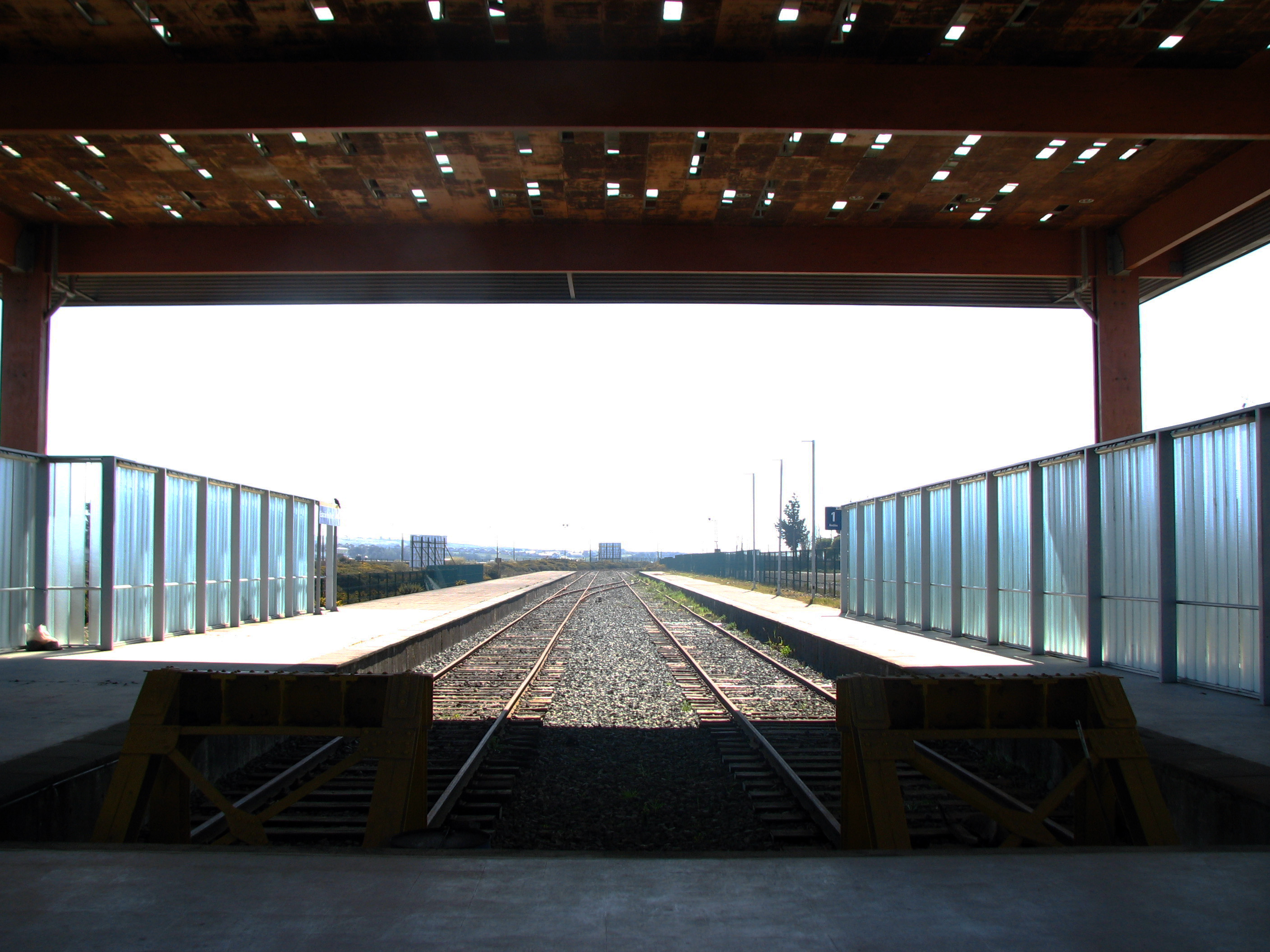
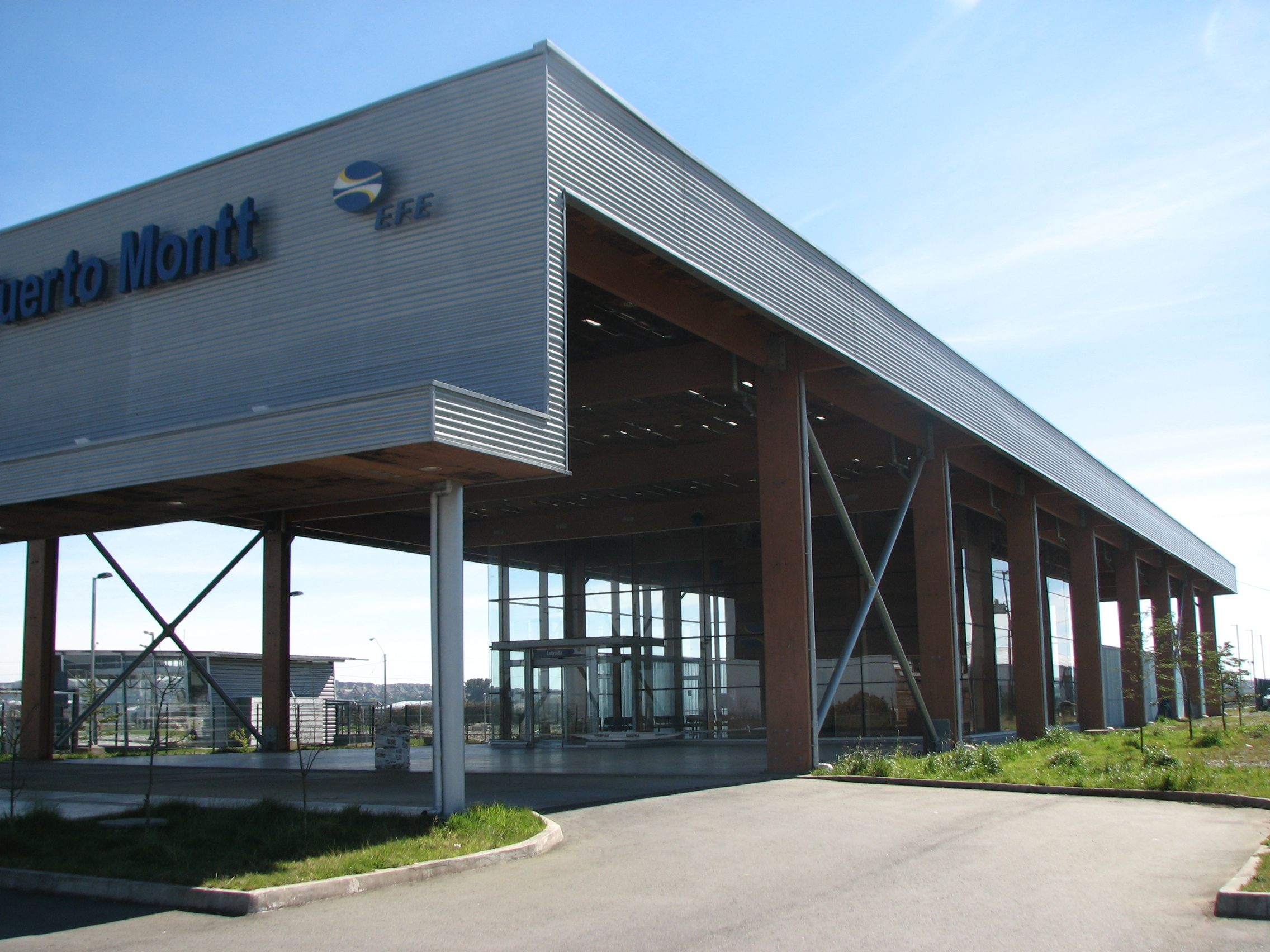